# Citigroup
Сітігруп, Сіті (англ. Citigroup, Citi) — американська транснаціональна банківська і фінансова корпорація зі штаб-квартирою у Нью-Йорку. Утворена у 1998 шляхом злиттям банківського гіганта Citicorp і фінансового конгломерату Travelers Group. В групу серед інших фінансових компаній входить також Citibank — один із найбільших банків США. Citibank має дочірні банки та представництва у 36 країнах світу і входить до десятки найбільших банків світу за рейтингом британського журналу The Banker. Загальні активи групи за підсумками 2013 року становили більше 1,8 трлн доларів США.

## Історія
Утворена 8 жовтня 1998 шляхом злиття Citicorp і Travelers Group.

### Citicorp
У 1812 компанію було засновано як City Bank of New York (Міський Банк Нью-Йорка); в 1895 назва змінена на «The National City Bank of New York» після приєднання до Американської національної банківської системи, в тому ж році банк став найбільшим американським банком.
В 1913 став першим оператором Федерального резервного банку Нью-Йорку (Federal Reserve Bank of New York).
В 1914 відкрив перший офіс за кордоном в Буенос-Айресі.
В 1918 купівля американського закордонного банку «International Banking Corporation» допомогла перейти межу в 1 млрд дол. активів.
В 1929 The National City Bank of New York став найбільшим світовим банком.
Перейменований в 1955 на «The First National City Bank of New York», і в 1962 на «First National City Bank».
В 1967 випустив «Everything card», яку згодом перейменовано у MasterCard.
В середині 1970-х First National City Bank був перейменований на Citibank, N.A., а його холдинг First National City Corporation — на Citicorp.

### Travelers
Travelers Group була утворена у 1986-1992 банкіром Сенді Вейлом (Sandy Weill) з Commercial Credit (придбаним Вейлом у 1986), Primerica (рік придбання — 1988). У вересні страхова компанія Travelers Insurance зазнала збитки після урагану Ендрю, й сформувала союз з Primerica.
В 1993 Travelers придбана у групу, яка прийняла нову назву — Travelers Inc. Travelers Inc. поглинула Shearson Lehman — інвестиційну брокерську компанію.
В 1995 перейменована у Travelers Group.
В листопаді 1997 за 9 млрд доларів придбала торговця бондами й інвестиційний банк Salomon Brothers.

## Компанії групи
- Citibank — один з найбільших банків США
- Banamex — один з найбільших банків Мексики
- Citimortgage — позичальник під заставу власності
- CitiInsurance — страхова компанія
- Citicapital — фінансова інституція
- Citifinancial — споживацьке кредитування зі спрощеною процедурою
- Citigroup Alternative Investments — світове керування ресурсами
- Diners Club — кредитні картки
- Primerica — прямий продаж фінансових послуг
- Smith Barney — інвестиційні брокерські послуги
- CitiCards — кредитні картки
- Credicard / Credicard Citi — кредитні картки в Бразилії
- Egg — найбільший світовий інтернет банк, куплений у Prudential.

## Галерея

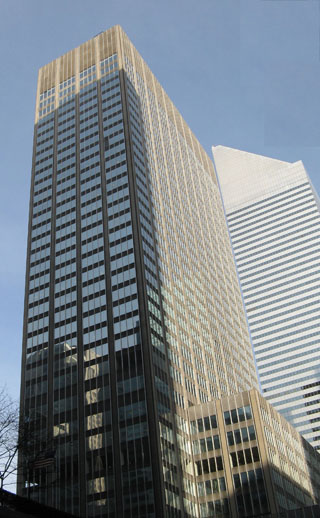
Штаб-квартира Citigroup у Нью-Йорку
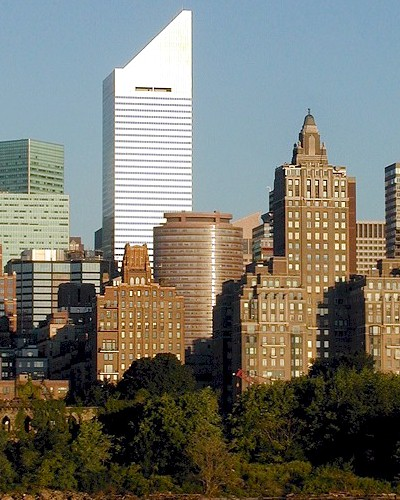
Citigroup Center в Нью-Йорку
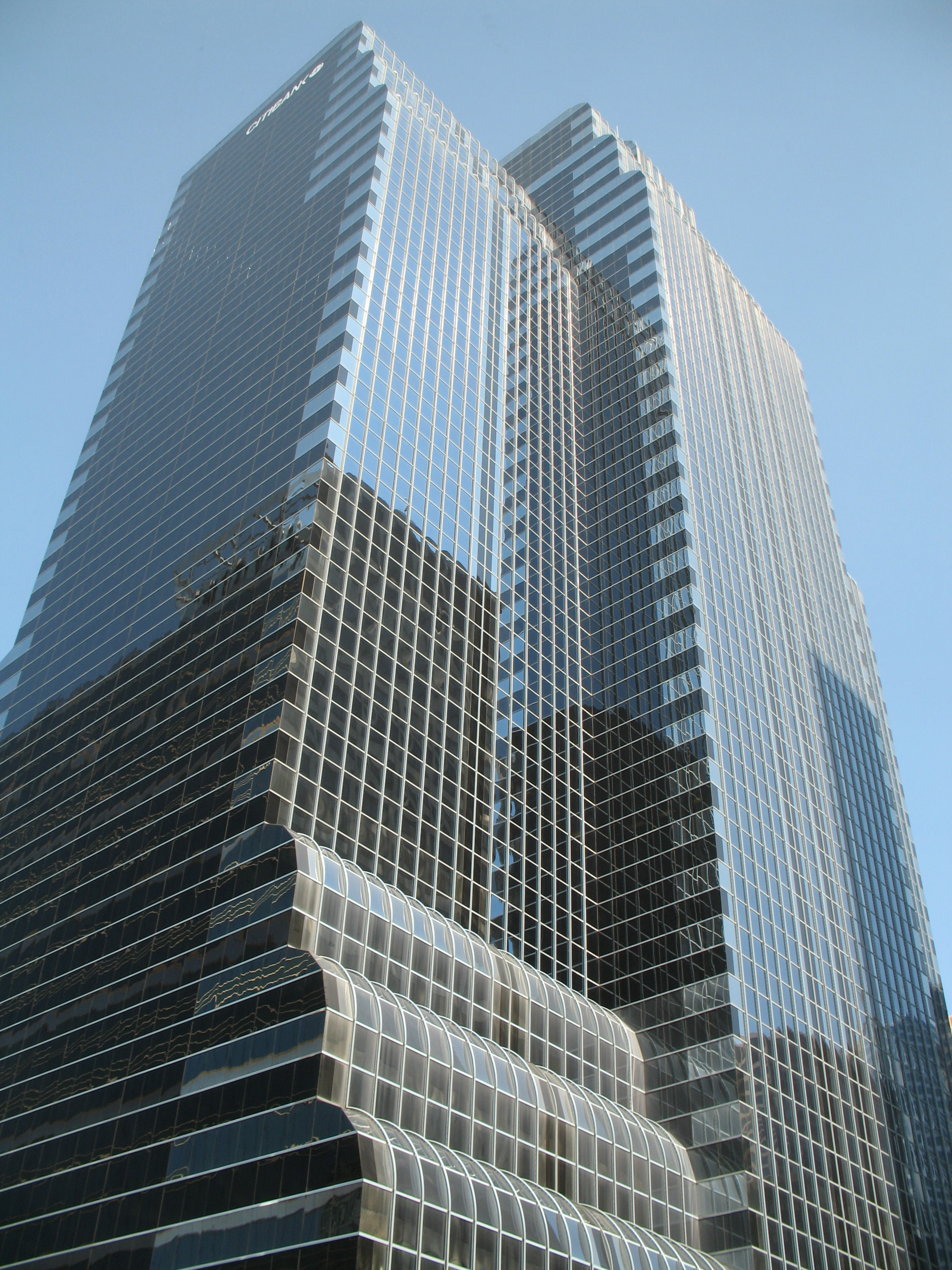
Citigroup Center в Чикаго
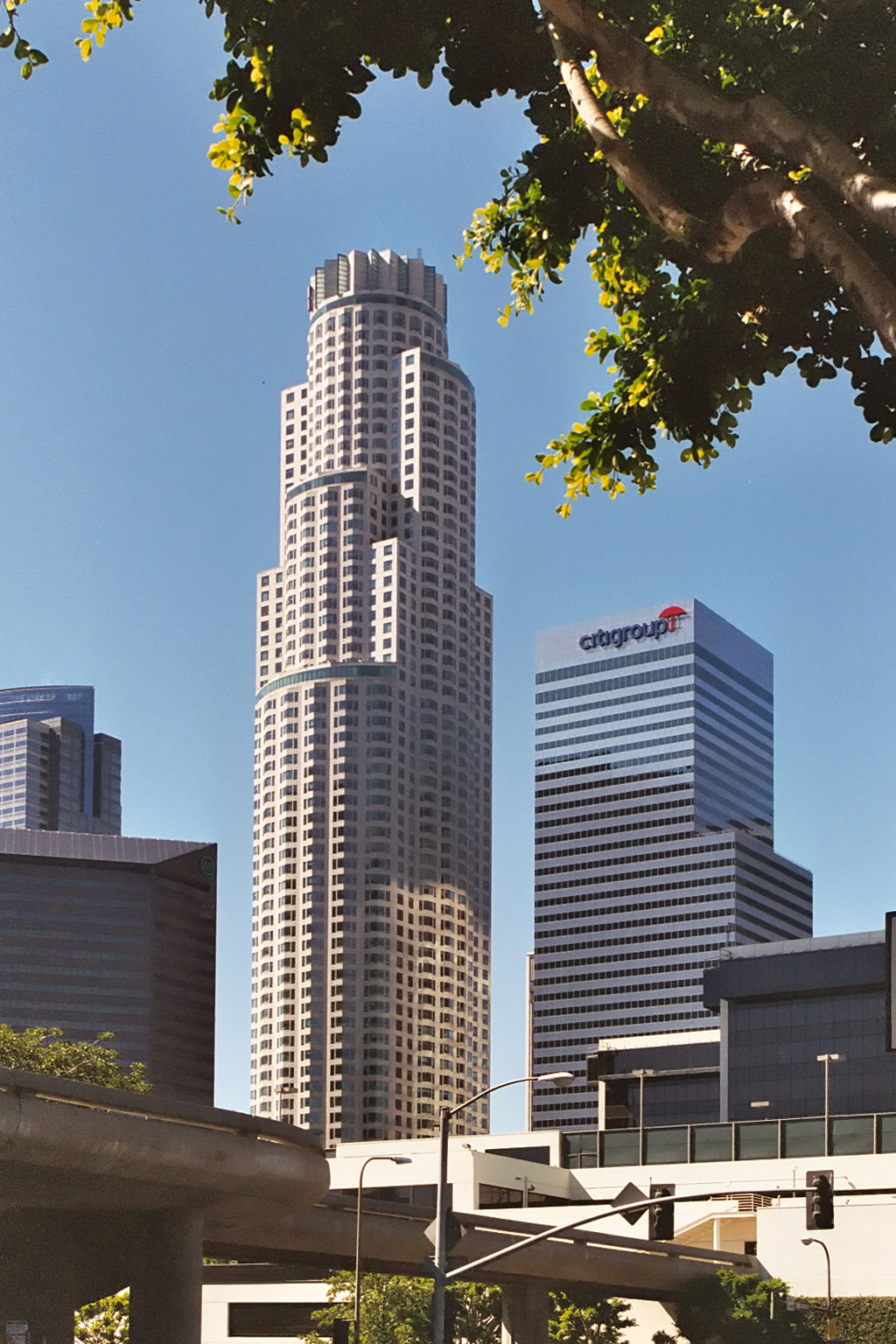
Citigroup Center в Лос-Анджелесі
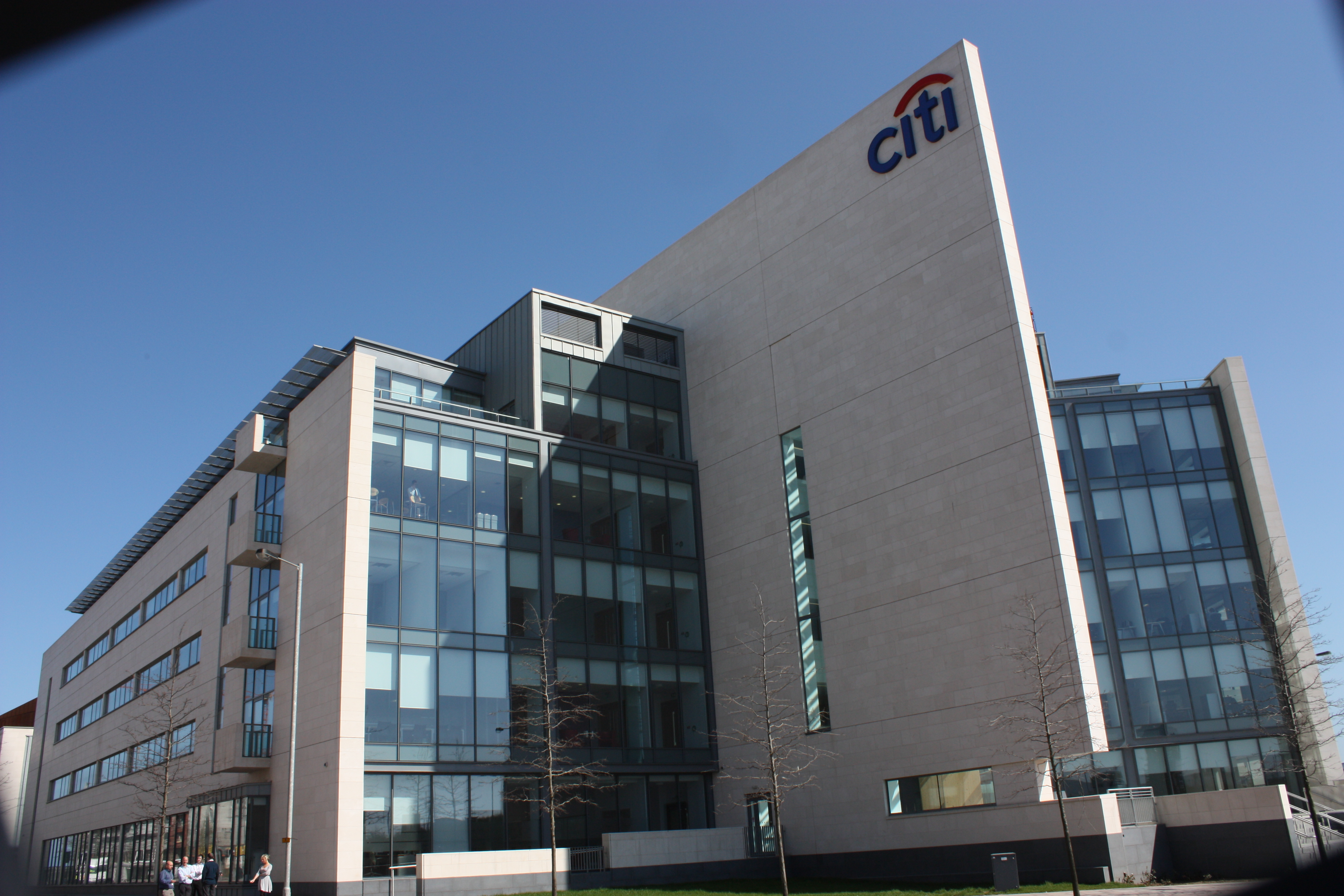
Citigroup Centre у Белфасті
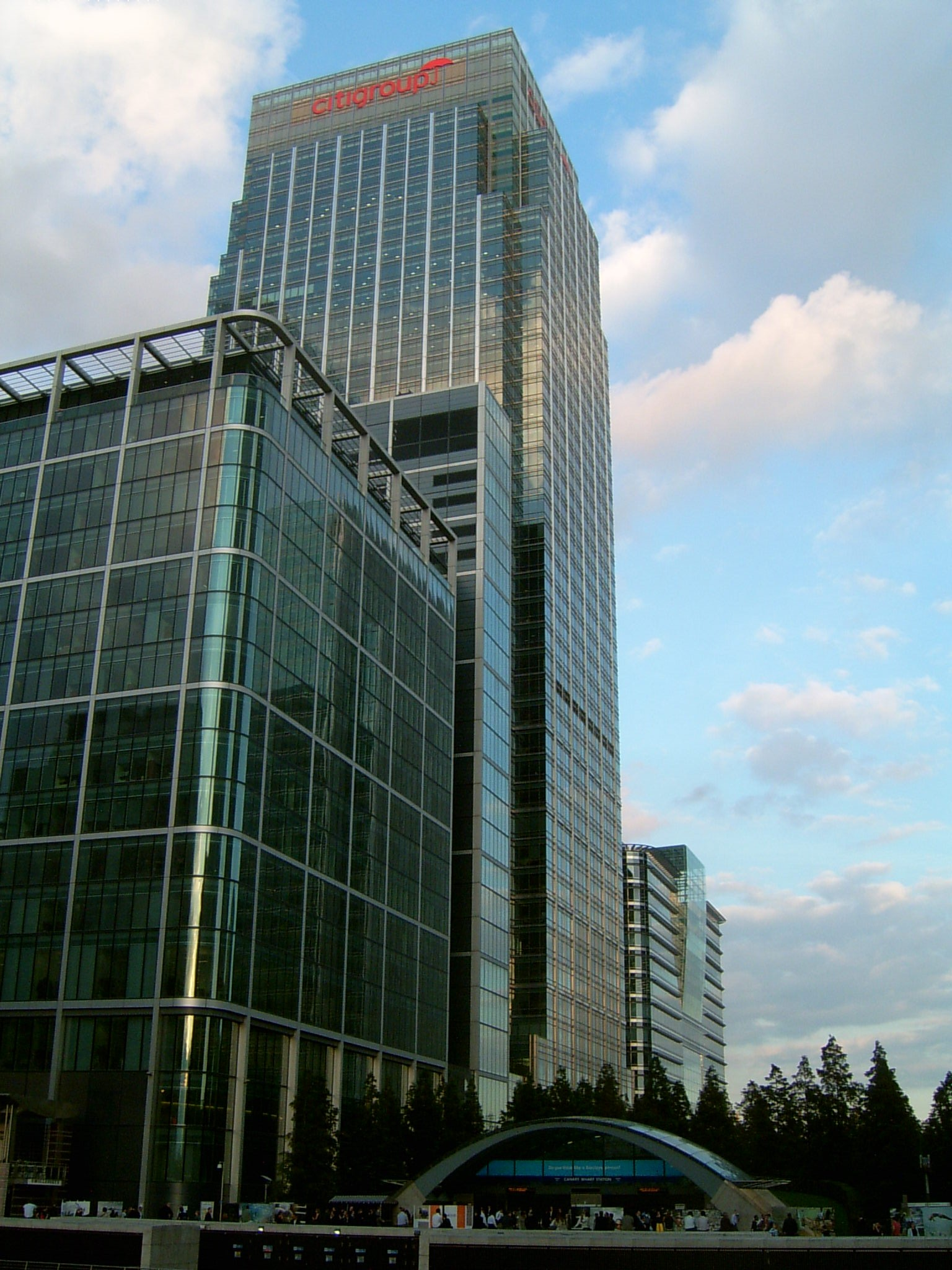
Citigroup Centre у Лондоні
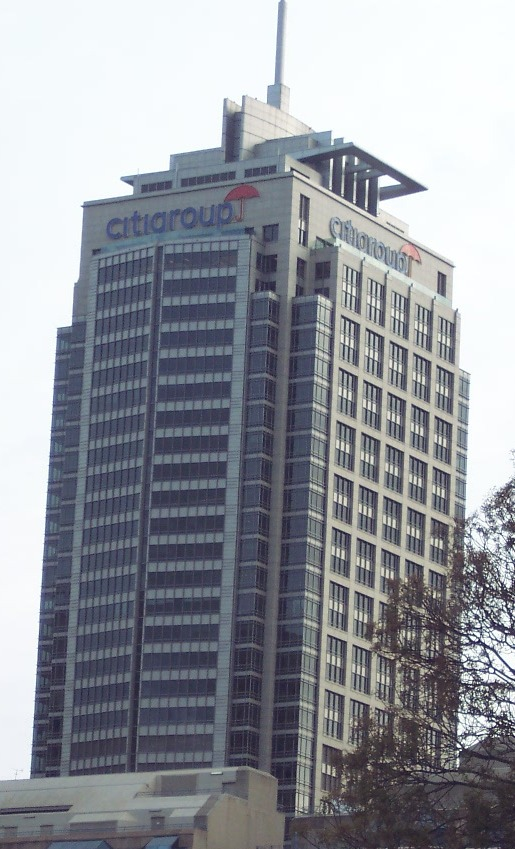
Citigroup Centre у Сіднеї